# 도요사토촌 (야마가타현)
도요사토촌(豊里村)은 야마가타현 모가미군에 있던 촌이다. 현재의 사케가와촌 북동부, 사케강 왼쪽 기슭에 해당한다.

## 역사
- 1889년 4월 1일 - 정촌제 시행에 의해 4촌의 구역을 가지고 성립하였다.
- 1892년 7월 8일 - 오아자 나와즈키, 마가리가와가 분립해 도요다촌이 성립하였다.
- 1954년 12월 1일 - 구 사케가와촌, 도요다촌과 합병해 새로운 사케가와촌이 성립, 동일 도요사토촌은 폐지되었다.

## 교통

### 철도
- 일본국유철도
  - 오우 본선

## 참고문헌
- 角川日本地名大辞典 6 山形県